# Rock over Germany
Rock over Germany war ein Rockfestival, das vom 27. bis 29. August 1993 auf dem zehn Monate zuvor aufgegebenen Militärflugplatz der Royal Air Force Germany in Wildenrath, einem Stadtteil von Wegberg im Kreis Heinsberg in Nordrhein-Westfalen, stattfand. Unter den 17 auftretenden Musikern und Bands befanden sich Tina Turner, Rod Stewart, Joe Cocker, Prince und Peter Maffay. Veranstaltet wurde das Festival von Mama Concerts & Rau; die Musiker traten zeitnah auch in München, Mainz und Lüneburg auf.

## Auftretende Künstler
Quellen: Setlist.fm; Concert Archives

### Freitag, 27. August 1993
- Andrew Strong
- Chris de Burgh
- Peter Maffay

### Samstag, 28. August 1993
- Clouseau
- Doc Lawrence
- Duran Duran
- E. Y. C.
- Foreigner
- Orchestral Manoeuvres in the Dark
- Prince
- Pur

### Sonntag, 29. August 1993
- Joe Cocker
- John Miles
- Jon Secada
- Rod Stewart
- Thunder
- Tina Turner